# Kinga Poljska
Sveta Kinga Poljska, također poznata i kao sv. Kunegunda (Ostrogon, Mađarska, 5. ožujka 1224. – Stary Sącz, Poljska, 24. srpnja 1292.) - katolička svetica, kći ugarsko-hrvatskoga kralja Bele IV., časna sestra klarisa, supruga poljskoga vojvode Boleslava V. Čestitoga, svetica zaštitnica je Poljske i Litve.
Kinga se rodila 5. ožujka 1224., kao drugo od desetero djece kralja Bele IV. i Marije Laskaris, kći grčkoga vladara u Niceji. Odrasla je u katoličkoj sredini i tradiciji. Od ugarske dinastije Arpadovića, iz koje potječe, bilo je mnogo svetaca. Iz dinastije potječe Stjepan I. Sveti, glavni svetac zaštitnik Mađarske i njegov sin sveti Emerik. Posebno mjesto zauzimaju žene: sveta Ladislava te Kingine tete: sveta Elizabeta Ugarska, sveta Hedviga Šleska i sveta Janja Praška i napokon, Kingine sestre: sveta Margareta Ugarska i blažena Jolanda Poljska. Još jedna druga sestra Konstanca umrla je na glasu svetosti.
Preko volje udala se za Boleslava V. Čestitoga i postala princeza, kada je njezin muž uzeo prijestolje kao visoki vojvoda Poljske. Bez obzira na brak, pobožni je par živio u djevičanstvu na Kinginu ideju. Uzor joj je bila Boleslavova sestra, blažena Salomeja Poljska, koja je također živjela djevičanski u braku sa svojim suprugom Kolomanom, koji je vladao i u Hrvatskoj.
Tijekom svoje vladavine, Kinga je sudjelovala u dobrotvornim radovima kao što su posjećivanje siromašnih i pomaganje gubavcima. Kada je njezin muž umro 1279. godine, prodala je sve materijalne stvari i dala novac siromašnima. Uskoro nije željela sudjelovati u upravljanju područjem, koje joj je ostavljeno i odlučila je postati časna sestra u samostanu u mjestu Stary Sącz. Provela je ostatak svoga života u kontemplativnoj molitvi i zahtijevala je da nema nikakvi posebni tretman. Umrla je 24. srpnja 1292. u dobi od 68 godina.
Papa Aleksandar VIII. proglasio je Kingu blaženom 1690. godine. Godine 1695. proglašena je glavnom zaštitnicom Poljske i Litve. Papa Ivan Pavao II. proglasio ju je svetom 16. lipnja 1999. godine.
Legenda kaže da je Kinga bacila zaručnički prsten u rudnik soli Maramure u tadašnjoj Mađarskoj. Prsten je čudesno putovao zajedno sa solima do Wieliczke, gdje je ponovno otkriven. Na licu mjesta, rudari su podigli kip sv. Kinge, potpuno isklesan iz soli 101 metar ispod Zemljine površine i podignuli kapelu njoj u čast u rudniku.